# Atagema alba
Atagema alba är en snäckart som först beskrevs av Charles Henry O'Donoghue 1927.  Atagema alba ingår i släktet Atagema och familjen Archidorididae. Inga underarter finns listade i Catalogue of Life.